# Ростов, Павел Владимирович
Павел Владимирович Ростов (род. 12 января 1999) - российский трековый велогонщик, выступающий за команду Marathon-Tula.

## Достижения

### Трек
2016
Чемпионат России
 3-й в гите 1000 м с места
2018
Чемпионат России
 2-й в гите 1000 м с ходу парами (с Алексеем Лысенко)